# Bělokur běloocasý
Bělokur běloocasý (Lagopus leucura) je stálý pták z řádu hrabavých (Galliformes), čeledi bažantovitých (Phasianidae) a podčeledi tetřevi (Tetraoninae). Žije ve vyšších nadmořských výškách v Severní Americe, především na západě Aljašky a Kanady. Obývá však také střed USA (hornaté oblasti Kalifornie, Oregonu a Utahu). Živí se převážně pupeny, semeny, listy i plody různých druhů květeny na základě ročního období.
Hnízdit začíná na jaře. O mláďata se stará pouze samička. Ta si staví jednoduché hnízdo, v zemi vyhrabe jamku skrytou v porostu a vytvoří jednoduchou vystýlku, do které naklade až 8 vajec. Inkubační doba se pohybuje v rozmezí od 24 do 26 dnů. Po vylíhnutí kuřata brzy hnízdo opouštějí. Samice se s nimi drží na vyšších svazích. Zprvu se ptáčata živí živočišnou (hmyzem), později rostlinnou stravou jako dospělí. Druh je hodnocen jako málo dotčený.

## Systematika
Poprvé se o druhu zmínil skotský námořník a arktický průzkumník Sir John Richardson v roce 1831. Rozlišuje se 5 poddruhů s následujícím rozšířením:
- Lagopus leucura leucura; Richardson, 1831 – západní Kanada
- Lagopus leucura altipetens; Osgood, 1901 – Skalnaté hory od Montany po Nové Mexiko
- Lagopus leucura peninsularis; Chapman, 1902 – jižní a střední Aljaška, Yukon
- Lagopus leucura rainierensis; Taylor, 1920 – jižní a střední Washington
- Lagopus leucura saxatilis; Cowan; 1939 – ostrov Vancouver

K příbuzným druhům patří bělokur rousný (Lagopus lagopus) a bělokur horský (Lagopus muta). Všichni tři bělokurové společně tvoří rod bělokur (Lagopus).

## Popis
Délka těla se pohybuje mezi 31–34 cm, což z bělokura běloocasého dělá nejmenšího zástupce bělokurů. Váha činí 330–480 g.
Je to buclatý pták se zaoblenými krátkými křídly, krátkým krkem, malou hlavu, krátkým zobákem a mohutnýma opeřenýma nohama. Pro konkrétní roční období mění své opeření, které mu zajišťuje dokonalou kamufláž. V létě má peří šedé až hnědé a jen zespoda bílé. V zimě je pak celý sněhově bílý. Konkrétně ocasní pera jsou bíle zbarvena po celý rok a odtud zjevně český název (běloocasý). Zobák je černý stejně jako duhovky. Obě pohlaví si jsou velmi podobná, avšak samce lze identifikovat pomocí červených poušek, čili nadočních kožních zduřenin.

## Rozšíření a habitat
Vyskytuje se na západním pobřeží Severní Ameriky od střední Aljašky a Yukonu na jih přes Skalisté hory a britskokolumbijské pobřeží včetně ostrova Vancouver až po Washington, Montanu, Wyoming, Colorado a Nové Mexiko. Obývá vysoké nadmořské výšky nad hranicí lesa. V Coloradu bělokuři běloocasí obývají nadmořské výšky přesahující 4000 m n. m.
Typické stanoviště druhu tvoří otevřená, nezalesněná, relativně suchá krajina. Většinou se zdržuje poblíž horských potoků a bystřin, nicméně podmáčená rašeniliště mu vadí. V zimním období se bělokuři většinou přesouvají z vysokých hor o něco níže na prudké svahy údolí a hor a do vrcholových oblastí vysokohorských údolí, kde ze sněhu občas vyrůstají vrby, břízy, olše i smrky.

## Biologie

### Rozmnožování

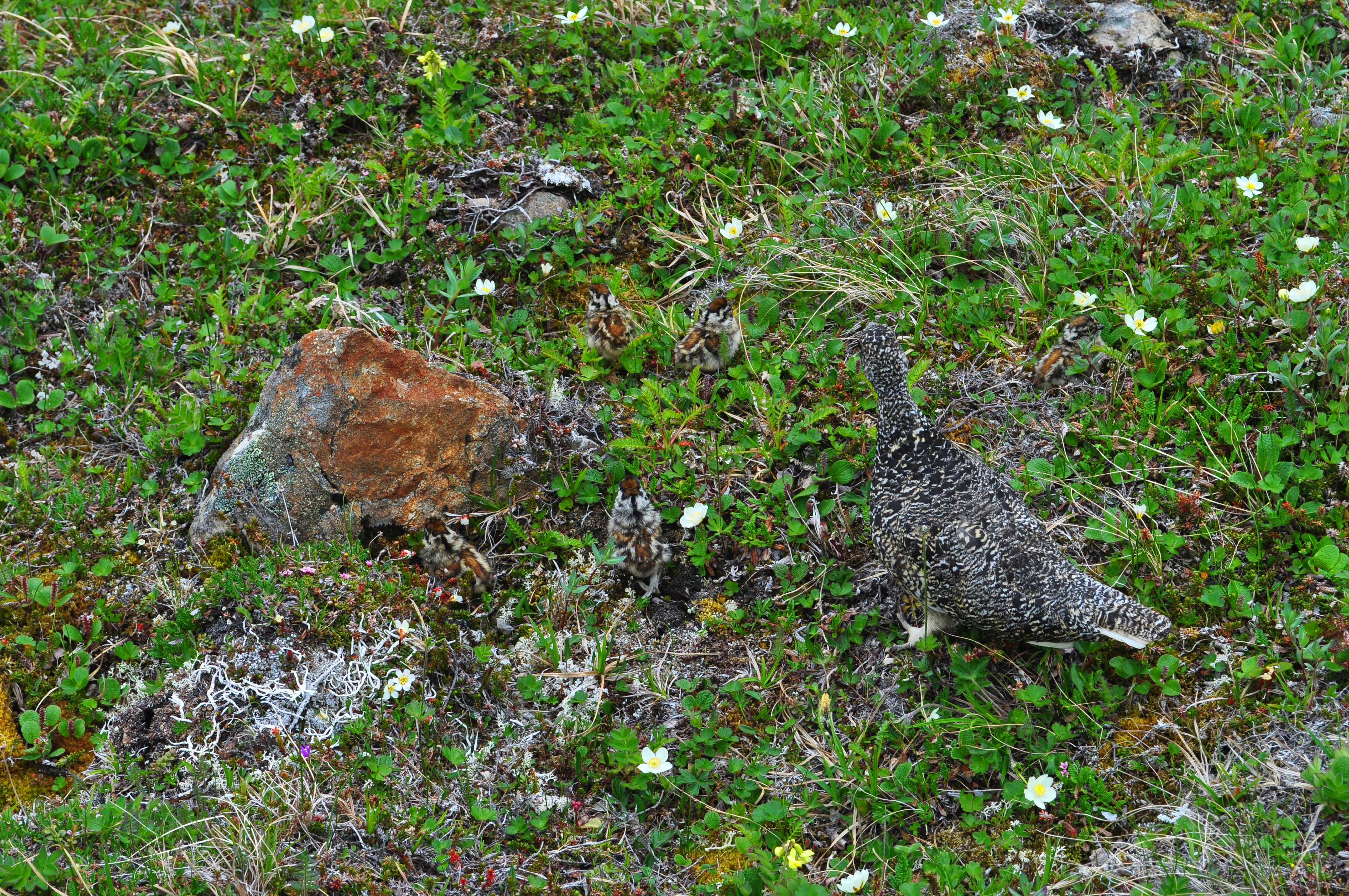
Samička s mláďaty dokonale splývá s okolím

Jedná se převážně o monogamní druh, nicméně polygamie samců je u druhu vcelku běžná. Většina párů spolu zahnízdí i další rok. Počátek hnízdní sezóny začíná na jaře v době, kdy začíná tát sníh, což je cca v půlce dubna, nicméně konkrétní načasování se liší podle oblasti a aktuální sněhové pokrývce. Samci se začínají stahovat ze zimovišť z nižších poloh do vysoko umístěných hnízdišť, kde začínají s vyhrazováním teritorií pomocí ritualizovaných póz a hlasitých vokálních projevů. Průměrná velikost teritorií se pohybuje od 14–28 hektarů. Rozepře mezi samci jsou řešeny většinou výhružnými pózami jako je zvedání zarudlých poušek, přikrčením nebo výhružným nabíháním na jiné samce za vydávání mlaskajících zvuků. Samice dorazí do těchto oblastí o něco později, aby si vybrali ty nejzdatnější samce, kteří samicím nadbíhají pomocí zásnubních póz jako je uklánění, napařování peří, klování do země nebo roztahování křídel či jejich tahání po zemi. Po utvoření párů samec stráží samici až do počátku inkubace, načež ji opouští a už se o samici ani o své potomky nestará.
Samice může zahnízdit na teritoriu svého partnera nebo i mimo něj. Hnízdo představuje mělký důlek v zemi vystlaný rostlinným materiálem a peřím. Bývá umístěno na zamešených úzkých teráskách ve skalním terénu či u velkých kamenů, které jsou přes den zahřívány sluncem. Klade 5–6, maximálně 9 skořicově zbarvených vajec s tmavě hnědými flíčky. Inkubuje pouze samice po dobu 24–26 dní. V případě ztráty snůšky se hlavně starší zkušené samice mohou pokusit o novou snůšku ještě totéž hnízdní období. Vysoce prekociální ptáčata se rodí obalena hustým prachovým peřím. Mají otevřené oči, hnízdo opouští několik hodin po narození. Zbytek léta ptáčata zůstávají v blízkosti matky, se kterou se krmí výživnou stravou jako jsou čerstvé výhonky rostlin a hmyz. Ptáčata umí létat ve věku 10–12 dní, velikosti dospělců dosahují ve věku 12–14 týdnů. K plnému osamostatnění dochází postupně na podzim, kdy se mladí bělokuři odtrhávají od matek, aby se připojili k zimním hejnům.

### Chování

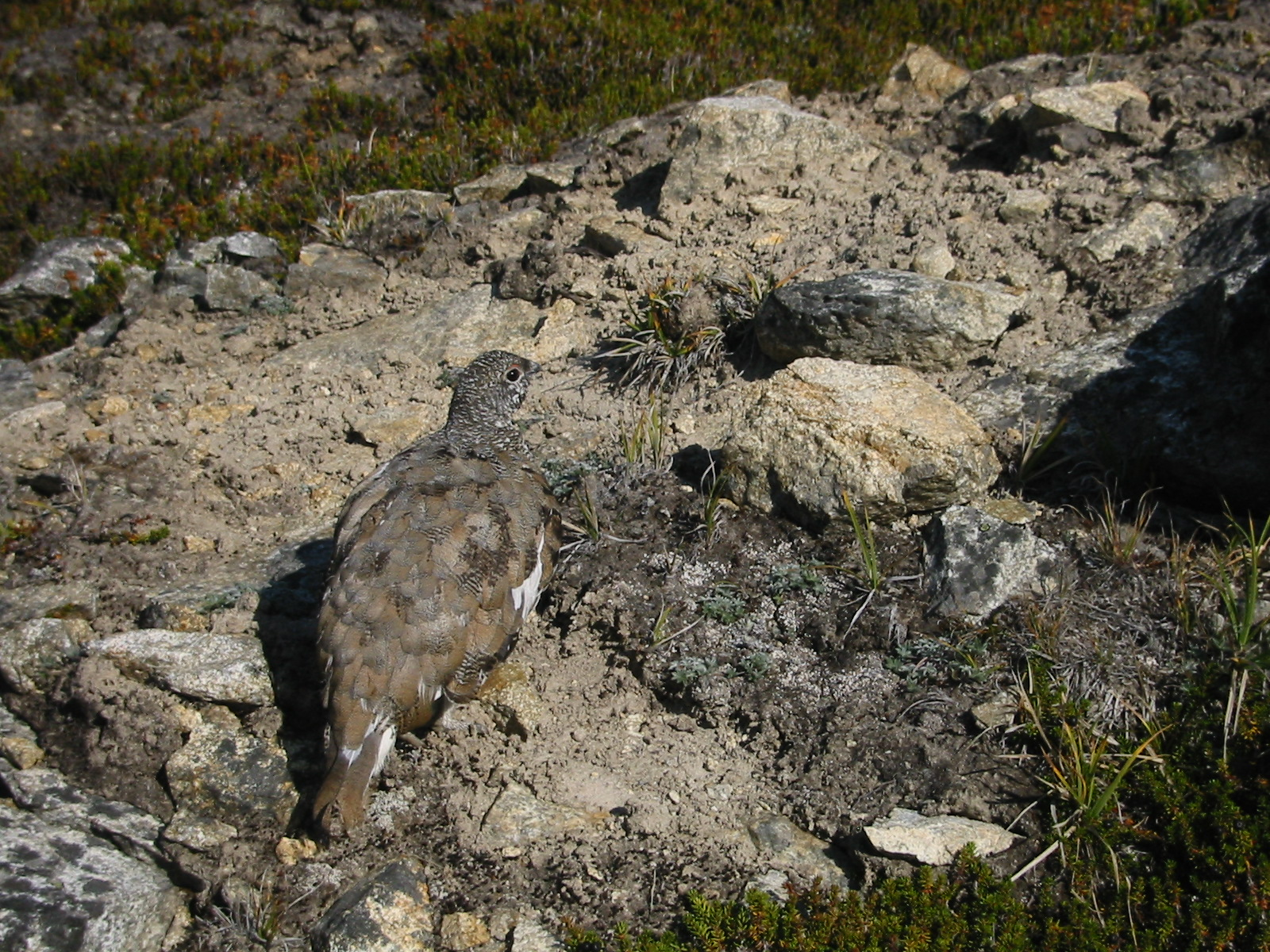
Kryptické zbarvení letního šatu bělokura

Po skončení rozmnožování se samci sdružují do hejn, nicméně zůstávají v oblasti svých teritorií do doby, než samice dokončí inkubaci. V zimě se mohou samci i samice sdružovat do větších hejn až o 80 jedincích. Zatímco samčí hejna zůstávají čistě pro dospělé samce, samičí hejna někdy doprovází nedospělí bělokuři. Nejstarší zaznamenaný jedinec měl 15 let.

### Potrava
Živí se rostlinným materiálem jako jsou pupeny, listy, ovoce, květy a stonky. Hlavně v letních měsících doplňují jídelníček výživným hmyzem. V zimě se sice dokáží krmit na vegetaci, která vykukuje nad sněhovou pokrývku, nicméně upřednostňují sbírání semen v místech, kde došlo k odkryvu sněhové pokrývky např. odvátím sněhu větrem. Pro lepší trávení rostlinné stravy polyká menší kamínky.

## Status
Populace bělokura běloocasého je stabilní a není významně ohrožena, za což bělokuři vděčí hlavně špatné přístupnosti terénu. Na základě toho Mezinárodní svaz ochrany přírody (IUCN) uvádí druh jako málo dotčený.
Při nejmenším v některých státech (mj. Aljaška, Colorado) je možné bělokury lovit.